# Gare de Sames - Guiche
La gare de Sames - Guiche, est une ancienne gare ferroviaire française de la ligne de Toulouse à Bayonne, située sur le territoire de la commune de Sames, à proximité de Guiche, dans le département des Pyrénées-Atlantiques en région Nouvelle-Aquitaine.
Mise en service en 1912, elle est fermée durant la deuxième moitié du XXe siècle.

## Situation ferroviaire
Établie à 3 mètres d'altitude, la gare de Sames - Guiche est située au point kilométrique 294,546 de la ligne de Toulouse à Bayonne (section à voie unique), entre les gares ouvertes de Peyrehorade et d'Urt. En direction de Peyrehorade s'intercale la gare fermée d'Orthevielle et en direction d'Urt, s'intercalent les gares fermées de Beauplaisir et de Pont-de-l'Arran. 

## Histoire
C'est en novembre 1846 qu'on observe dans les délibérations du conseil municipal de Bidache la première manifestation de la nouvelle « folie » du chemin de fer : une délibération émet un vœu en faveur de la construction d'une voie ferrée de Bayonne à Toulouse... susceptible de desservir la petite ville.
Il faudra attendre le 23 octobre 1856 pour qu'un décret reconnaisse cette entreprise d'utilité publique ; dans le secteur de Bidache, les travaux s'échelonnent entre 1860 et 1861, la ligne étant ouverte aux voyageurs le 25 janvier 1864. Deux haltes ponctuent le trajet : l'une sur le territoire de la commune de Guiche, à proximité immédiate du pont sur la Bidouze, l'autre sur le territoire de la commune de Sames, au quartier Saint-Jean. Cette situation est provisoire et il est entendu qu'une seule gare, encore à construire, devra s'y substituer ; on a trace d'une délibération du conseil municipal de Bidache dès le mois de mars 1861 en faveur d'un établissement à Guiche, plus à même de desservir Bidache ou la commune relativement peuplée de Bardos.
Le dossier ne sera pas traité immédiatement : c'est seulement le 30 octobre 1882 que la compagnie du Midi va présenter un avant-projet de construction d'une gare à Guiche, entre les ponts de la Bidouze et de l'Aran et à proximité de la butte de Monplaisir. Approuvé par décision ministérielle du 24 décembre 1883 ce projet sera en fin de compte abandonné.
C'est finalement à Sames que sera bâtie la gare qui portera le nom des deux communes, sur la base d'un projet recevant approbation ministérielle en 1903 mais qui n'aboutira qu'en 1912.
La nouvelle installation se composait alors d'un bâtiment voyageurs, d'une halle à marchandises, d'un quai découvert de 15 mètres, d'un chalet avec water-closets et lampisterie, d'une voie d'évitement de 485 mètres et d'une voie en équerre de 40 mètres avec plaque tournante.
En raison de la baisse inexorable du trafic, elle sera fermée dans un premier temps aux voyageurs puis définitivement dans la période 1973-1977.

## Patrimoine ferroviaire
L'ancien bâtiment est devenu un domicile privé.

Ancien bâtiment en 2010
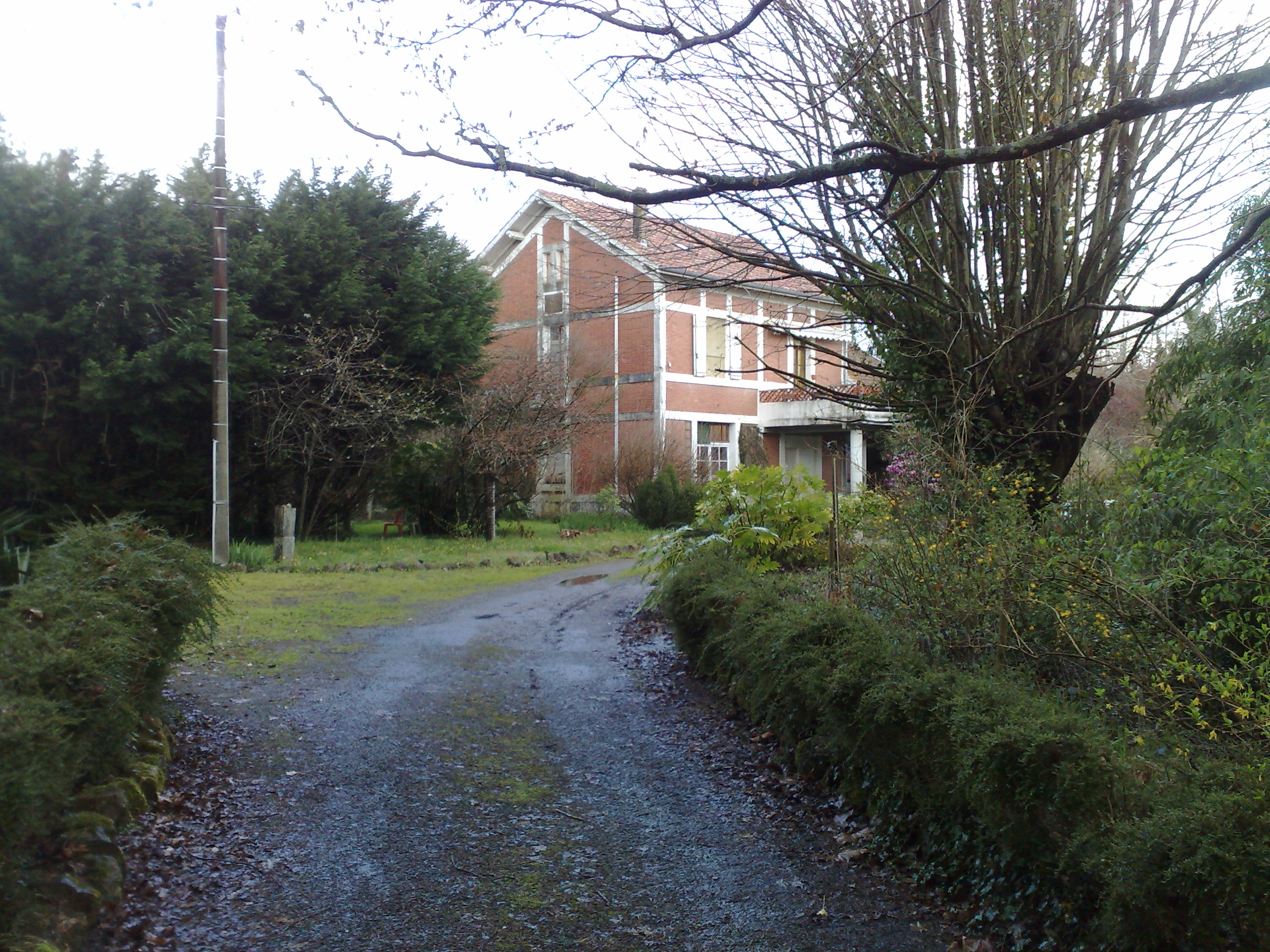
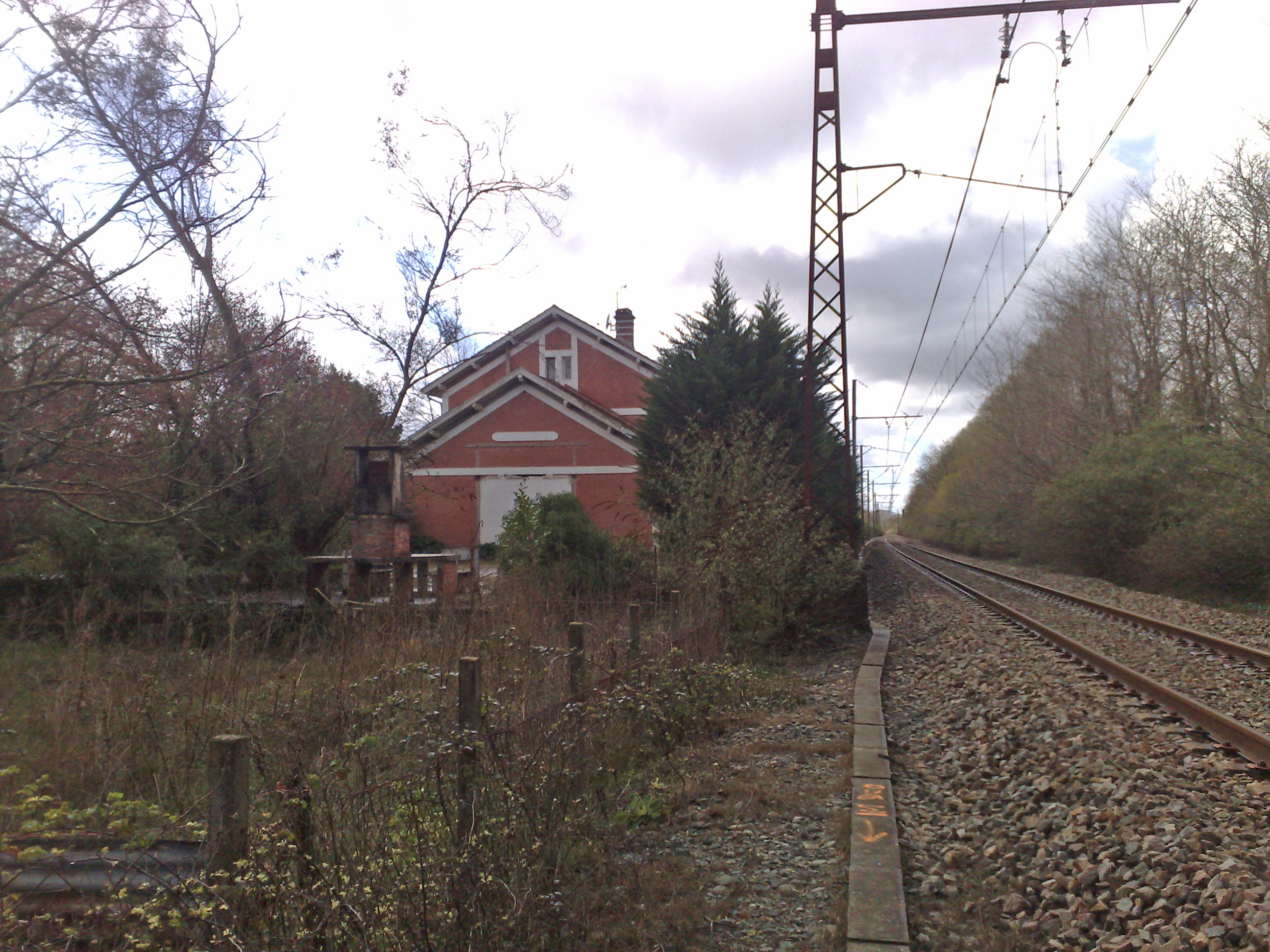